# 圆角鼠属
圆角鼠属（学名：Ceratogaulus）是一类已灭绝的啮齿目动物，属于已灭绝的米拉鼠科。圆角鼠属是目前已知的唯一一类有角的啮齿目动物，也是目前已知最小的有角哺乳动物。圆角鼠属生存于晚中新世至早上新世。

## 描述

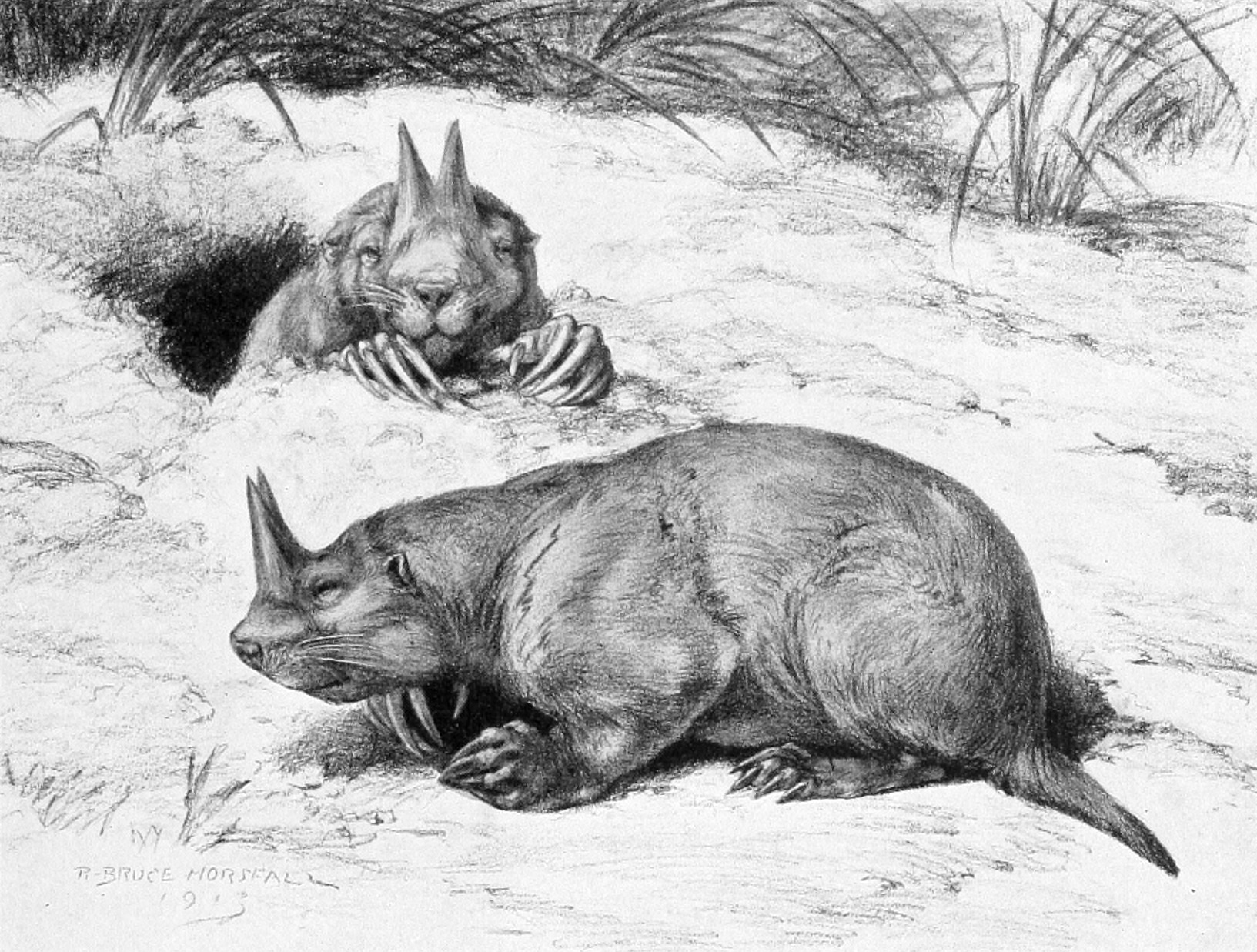
两只海契圆角鼠的复原图

圆角鼠属有一对位于鼻骨的角，相较于其体型而言这对角很大。角地鼠是已知最小的有角哺乳动物，也是唯一已知有角的啮齿动物。它们也是目前已知的两类有角掘地性哺乳动物之一，另一类是已灭绝的角犰狳属。它们原产于现在的北美洲大平原，主要分布于内布拉斯加州。
目前对圆角鼠属的角的作用有很多猜测（详见下文），包括挖掘、性展示或为了求偶而战斗以及防御捕食者。圆角鼠属的角不是两性异形的，多项分析都支持其在防御外敌中的作用。
圆角鼠属非常类似于土拨鼠。圆角鼠属体长约30厘米（0.98英尺），前爪呈桨状，爪子很发达，适合挖掘。圆角鼠属的眼睛很小，视力可能很差，类似于鼹鼠。这些特征以及对圆角鼠属形态的分析表明，它们可能是穴居动物。

## 角可能的作用

### 挖掘
圆角鼠属的鼻角不适合用于挖掘。在使用头部进行挖掘的现生哺乳动物中，它们的鼻尖就像铲子一样被用来刮擦基质，鼻骨的唯一改变是鼻尖稍微增厚。尽管一些哺乳动物理论上可能会将角作为挖掘工具使用，但用于挖掘的角在位置和形状上都与圆角鼠属的角不同。
圆角鼠的角位于鼻骨后端，与上腭平面垂直并向后延伸。由于这对角相对靠后，在很短的扫角后，使用角进行挖掘会使鼻的尖端紧贴地面，使得用角进行挖掘的效率极低。这种挖掘方式的效率非常低，因为洞穴的前表面是凹陷的，这使得在不受鼻子尖端干扰的情况下使用角进行挖掘基本上是不可能的。科学家们的设想是，使用前角的动物的枕骨垂直于岩部（Squamous part ）或向后倾斜。在这种结构中，当动物低头时，有效输入杆会最大化，就像犀牛头骨一样。

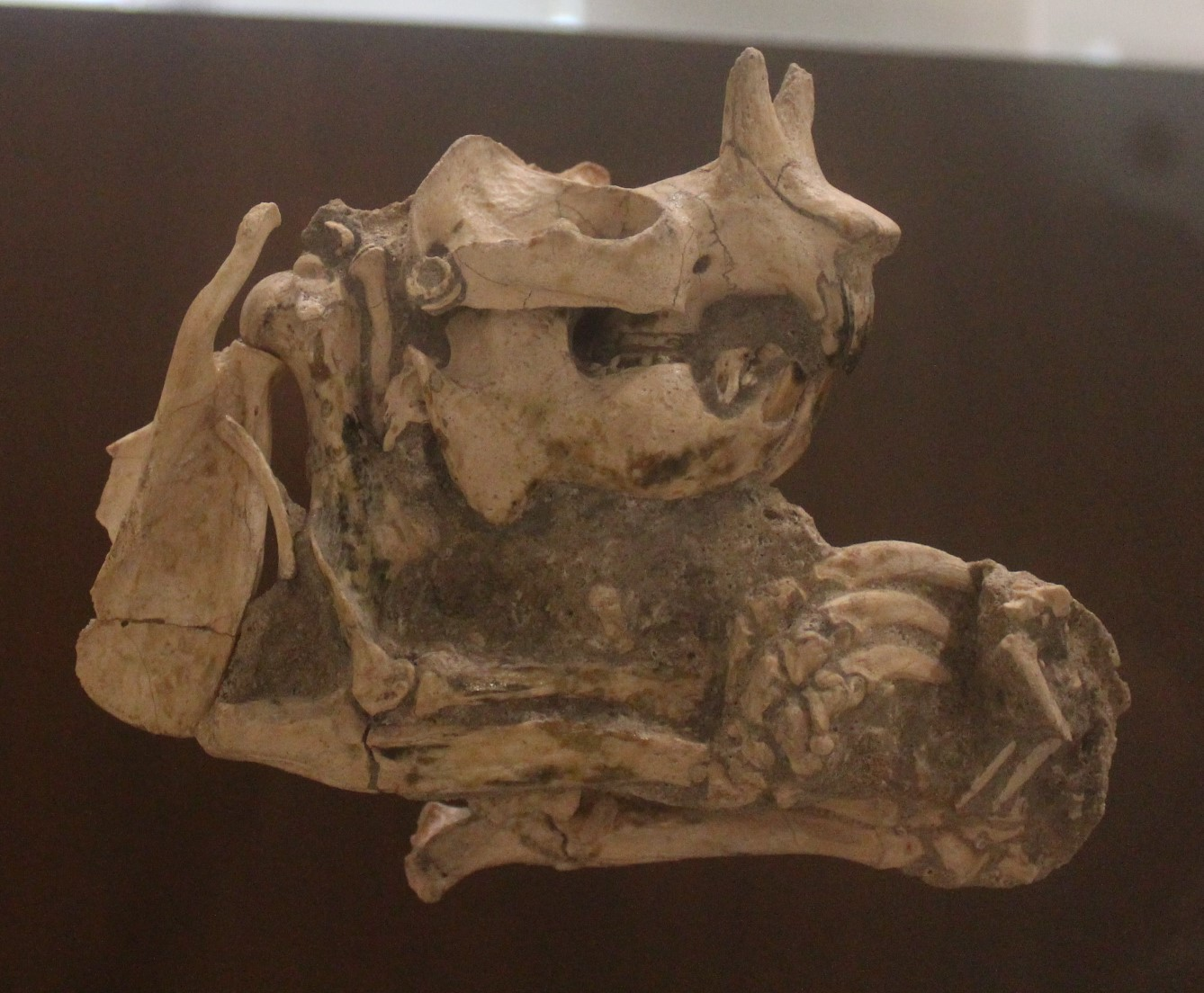
鼻角圆角鼠的化石

作为挖掘工具而言，圆角鼠属的角本身的结构也很差。角厚而宽，前后表面大而平。在土壤中拖动如此宽的工具会产生巨大的阻力，其与土壤基质的大表面积成正比。最后，角的位置随着时间的推移变得更加靠后，因此演化趋势是角变得更不适合进行挖掘，而不是更适合挖掘。因此，角在挖掘中起作用的论点没有得到形态学或演化过程的支持。

### 性展示或为了求偶而战斗

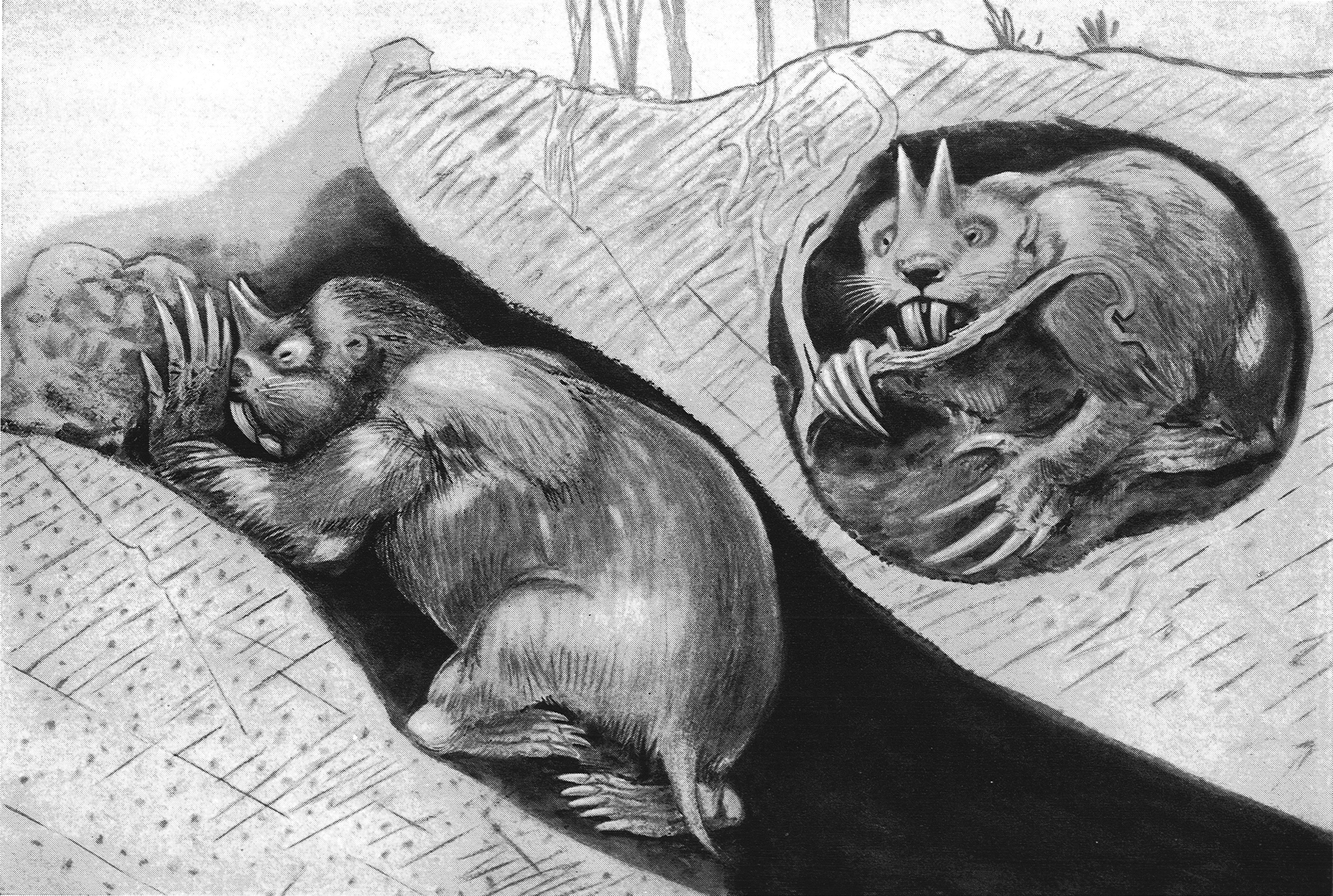
于1931年绘制的两只海契圆角鼠的复原图

许多适用于将角作为挖掘工具的反对意见也适用于在性战斗中使用角。它们的方向和位置以及头骨其余部分的形态使得将它们对付体型与自身相似的对手时变得极其困难。所有米拉鼠类的颈椎都前后缩短（这是圆角鼠属从使用头部进行挖掘的其它早期米拉鼠类那里继承的特征），降低了颈部的柔韧性和活动范围，并导致圆角鼠属更难使用它们的角与其它同类搏斗。许多长着角的有蹄类动物不适合性战斗，但它们仍然使用角进行战斗或性展示。然而，角的性选择用途在圆角鼠属中不太可能，因为它们的视神经管非常小，大约是山河狸的二分之一到三分之二，后者的视力非常差。视神经管的小尺寸表明圆角鼠属的视力极差，这意味着雌性不太可能在雄性的任何性表演或性战斗中从视觉上识别出获胜者。

### 防御
几乎所有有角的哺乳动物都用角来防御捕食者。动物会使用任何可用的武器来击退捕食者，而圆角鼠属的角非常适合防御。圆角鼠属的角宽而结实，这对角的背侧方向和相对靠后的位置使得它们非常适合保护脆弱的眼睛和颈部。通过将头部向后抬起，角也会向后抬起，从而保护最常被捕食者攻击的区域。随着角在进化过程中变得更高，它们也变得更靠后，枕骨的高度增加，从而增加了抬起它们的杠杆作用。通过将角生长在更靠后的位置，输出杆被缩短，并且由于用于使头骨向后旋转的肌肉附着在枕骨板的顶部，输入杆被加长。因此，随着输出杆与输入杆之比的增加，用角的背侧进行的打击将更加有力。被捕食是大多数小型哺乳动物死亡的主要原因，因此减少被捕食概率的机制所提供的好处可以抵消掘地性哺乳动物演化出角的巨大演化成本。